# Premio Euclides
El "Premio Euclides a la Docencia Escolar en Matemáticas" es un galardón otorgado por la Facultad de Matemáticas de la Pontificia Universidad Católica de Chile para distinguir a aquellos maestros y profesores que se hayan destacado en la enseñanza de las matemáticas en Chile. El jurado convocado por la Universidad, ha venido entregando el galardón con perioricidad bienal desde el año 2002 con excepción del año 2012.

## Objetivo
La distinción busca reconocer la dedicación a la docencia de las matemáticas en el sistema de la educación media chilena y los avances en la innovación y calidad de los métodos en la enseñanza de la disciplina.

## Ganadores
| Año  | Tratamiento | Galardonado                    | Institución                                                   | Ciudad               |
| ---- | ----------- | ------------------------------ | ------------------------------------------------------------- | -------------------- |
| 2002 | Profesor    | Jacinto Larenas Recabal        | Colegio Salesianos de La Gratitud Nacional y Liceo Juan Bosco | Santiago             |
| 2004 | Profesor    | Danny José Perich Campana      | Colegio Alemán                                                | Punta Arenas         |
| 2006 | Profesor    | Marco Antonio Barrales Venegas | Colegio Alemán                                                | Concepción           |
| 2008 | Profesor    | Alexis Matheu Pérez            | Colegio Oratorio Don Bosco                                    | Santiago             |
| 2010 | Profesor    | Luis Alberto Valdivia Lizana   | Liceo Abate Molina                                            | Talca                |
| 2012 | .           | No hubo entrega del premio     | .                                                             | .                    |
| 2014 | Profesora   | Ivett Gutiérrez Guerrero       | Colegio Divina Pastora                                        | Ñuñoa, Santiago      |
| 2016 | Profesora   | María Ester Penela             | Internado Nacional Barros Arana                               | Santiago             |
| 2018 | Profesor    | José Elvis Peña Godoy          | Liceo Benjamín Vicuña Mackenna                                | La Florida, Santiago |

## Antecedentes
El galardón es parte de las distinciones EdUCiencias que otorga la Pontificia Universidad Católica de Chile, las cuales fueron establecidas en el año 1993 con el Premio Faraday. Las categorías de premios son las siguientes:
- El Premio “Michael Faraday” a la Docencia Escolar en Física,
- El Premio “Euclides” a la Docencia Escolar en Matemáticas,
- El Premio “Ignacio Domeyko” a la Docencia Escolar en Química,
- El Premio “Abate Molina” a la Docencia Escolar en Biología.